# Lola Young (singer-songwriter)
Lola Young (Croydon, 4 januari 2001) is een Engels zangeres en multi-instrumentalist. Haar debuut-ep Intro verscheen in 2019. In 2022 werd ze genomineerd voor een BRIT Award. Haar stemgeluid is vergeleken met dat van Adele en Amy Winehouse. Young lijdt aan een schizoaffectieve stoornis waar ze open over is.

## Biografie
Young werd op 4 januari 2001 geboren te Croydon, een wijk in Londen. Haar vader, een professionele bassist, is van Jamaicaans-Chinese afkomst en haar moeder is Engels. Haar tante is Julia Donaldson, auteur van prentenboeken waaronder The Gruffalo (1999). Ze groeide op nabij Crystal Palace. Rond haar 11e schreef ze haar eerste nummer. Haar ouders stimuleerden haar muzikale ontwikkeling; zo brachten ze haar naar open-podiumavonden in plaatselijke kroegen. Ze wilden niet dat Young op vroege leeftijd bij een label tekende en stuurden haar eerst naar BRIT School, een opleidingsinstituut voor podiumkunsten.
In 2017 wist Young de oud-manager van Amy Winehouse, Nick Shymansky, over te halen om haar te managen. Shymansky was eigenlijk gestopt als manager nadat hij in 2006 ernstige moeite moest doen om de aan drank en met name drugs verslaafde Winehouse te laten rehabiliteren. Hij besloot Young te managen, samen met Nick Huggett, die manager was van Adele. Na het behalen van haar diploma tekende Young op 18-jarige leeftijd bij Island Records. Haar debuut-ep Intro verscheen in november 2019. Een paar maanden later volgde de ep Renaissance.
In 2021 bracht Young de ep After Midnight uit. Op 21 september 2021 zong ze haar single "Fake" in The Late Late Show. Een paar weken later, op 30 oktober, zong ze het lied in Later with Jools Holland. In hetzelfde jaar verzorgde ze de zangpartij van een cover van het nummer "Together in Electric Dreams" (1985) van Philip Oakey en Giorgio Moroder voor de befaamde jaarlijkse kerstreclamecampagne van winkelketen John Lewis & Partners.
Op 11 februari 2022 zong Young haar single "So Sorry" in The Graham Norton Show. Ze werd genomineerd voor een BRIT Award in de categorie Rising Star, die gewonnen werd door Holly Humberstone. Ze behaalde de vierde positie in de Sound of 2022, een lijst van BBC Radio 1 met de meest veelbelovende, opkomende artiesten. Ze trad op tijdens Glastonbury, Bestival, The Great Escape en All Points East. In 2023 ging haar werk viraal op TikTok nadat ze besloot om teasers op het platform te publiceren. Op 26 mei dat jaar bracht ze haar eerste volwaardige album uit, My Mind Wanders and Sometimes Leaves Completely. In 2024 volgde This Wasn't Meant for You Anyway. De van dit album afkomstige single "Messy" belandde vanaf november in de hitlijsten in verschillende landen, nadat Young dankzij een samenwerking met Tyler, the Creator een hitsingle scoorde en het nummer gebruikt werd op TikTok in dans- en lipsync-video's van onder anderen Sofia Richie en Kylie Jenner. In het voorjaar van 2025 scoorde Young nog een kleine hit met One Thing.

## Privéleven
Young lijdt aan een schizoaffectieve stoornis. Ze sprak hier voor het eerst open over tijdens een interview met The Telegraph in 2022 en enige maanden later op haar Instagram-account. De stoornis vormde een belangrijke inspiratiebron voor haar debuutalbum.
Rond haar 20e onderging Young een operatie om een cyste op haar stembanden te verwijderen. Twee jaar later kreeg ze opnieuw een cyste op haar stembanden en koos ze ervoor om zich niet te laten behandelen. De cyste gaf een rauw randje bij het zingen van hoge noten; ze omarmde deze verandering.

## Stijl
Hannah Ewens van Rolling Stone noemde Young "een mini-Adele met de bijtende replieken en humor van Lily Allen." Haar stemgeluid en volwassen songteksten zijn volgens Andy Kellman van AllMusic wel vergeleken met die van Amy Winehouse en Adele. Flip van der Enden van Pinguin Radio noemde Young "de anti Dua Lipa [sic]" vanwege haar eerlijkheid en grove taalgebruik. Youngs muziek wordt onder de moderne r&b en indierock geschaard.
Young rekent Joni Mitchell, Anderson .Paak, Prince en Alanis Morissette tot haar grootste muzikale invloeden.

## Discografie
Studioalbums
- My Mind Wanders and Sometimes Leaves Completely, 2023
- This Wasn't Meant for You Anyway, 2024

Ep's
- Intro, 2019
- Renaissance, 2020
- After Midnight, 2021

- Gemeinsame Normdatei: 1302301756
- International Standard Name Identifier: 0000 0004 8374 3204
- MusicBrainz: 43b896c5-5652-4b04-bde1-2e4224bc99b3
- Virtual International Authority File: 891169505177710280004